# ZTR (гандбольный клуб)
ЗТР (укр. «ЗТР») — украинский, советский мужской гандбольный клуб из города Запорожье. Обладатель Кубка Европы (1983), 14-кратный победитель и многократный призёр чемпионата Украины, многократный призёр чемпионата СССР.

## История клуба
Гандбольная команда ЗТР (ранее называлась «ЗМетИ», «ЗИИ») была создана в 1966 году базе Запорожского филиала Днепропетровского металлургического института. В 1992 году создан гандбольный клуб ЗТР и команда получила новое название. За этот период на базе предприятия «Запорожтрансформатор» созданы условия для подготовки спортсменов международного класса:
- в чемпионате Украины участвуют две команды клуба.
- создана специализированная детско-юношеская школа олимпийского резерва.
- созданы два специализированных класса, работающие в режиме спортивного миниинтерната на базе общеобразовательной школы-интерната.

В 2020 году у клуба появились финансовые проблемы, и он был переформатирован в команду «Академия гандбола», продолжив выступать в чемпионате Украины.

## Достижения команды
В чемпионатах СССР
- серебряный призёр (1971);
- шестикратный бронзовый призёр (1972; 1974; 1975; 1982; 1983; 1984)

Достижения команды в чемпионатах Украины
- 14-кратный чемпион (1993, 1995, 1998, 1999, 2000, 2001, 2003, 2004, 2005, 2007, 2008, 2009, 2010, 2011);
- восьмикратный серебряный призёр (1996, 1997, 2002, 2006, 2013, 2015, 2016, 2017);
- трижды бронзовый призёр (1994, 2012, 2014);

Достижение команды в кубке Украины
- Трёхкратный обладатель Кубка Украины (2001, 2011, 2014)[2]

Достижение команды в европейских турнирах
В 1983 году коллектив стал обладателем Кубка Европы, а в 1985-м финалистом этого евротурнира.
ЗТР дважды становился четвертьфиналистом Лиги чемпионов европейских стран (1998/99; 1999/2000). Команда ЗТР являлась базовой командой сборных Украины на чемпионате мира среди студентов 1995 года (3 место) и на молодёжном чемпионате мира 1997 года (2-е место).